# Slovanske starožitnosti
Slovanske starožitnosti: Etnolingvistični slovar v 5 zvezkih (rusko Славянские древности: Этнолингвистический словарь, kratko СДЭС/SDES) je temeljna enciklopedija v petih delih o slovanski duhovni kulturi. 

## Opis
Delo za slovar je trajalo na oddelku za etnolingvistiko in folkloro Inštituta slavjanovedenija RAN več kot četrt stoletja. Poskusni zvezek je izšel leta 1984. Prvi zvezek slovarja je izšel leta 1995 pri založbi »Международные отношения». 
Slovar povzema več kot polstoletni študij slovanskih jezikov, folklore, mitologije, etnografije, ljudske umetnosti in tradicije. Predstavlja znanstveno izdajo, vedar za širok krog bralcev. Slovar predstavlja duhovno življenje slovanskih narodov. Specialno je posvečen ljudskim predstavam o svetovnem redu, prirodi, svetnikih, povedkah, nečistih silah in različnih duhovih. V slovarju je podrobno predstavljen ljudski koledar, obredi, običaji, prazniki in družinskem življenju Slovanov. 

## Kolektiv
V uredništvu so sodelovali T. A. Agapkina, L. N. Vinogradova, V. J. Petruhin, S. M. Tolsta (glavna urednica). 
Prispevke za slovar so pisali: T. A. Agapkina, O. V. Belova, M. M. Valencova, L. N. Vinogradova, A. V. Gura, G. I. Kabakova, E. E. Levkijevska, A. A. Plotnikova, I. A. Sedakova, S. M. Tolsta, E. S. Uzenjova in V. V. Usačeva.

## Spisek zvezkov
| Zvezek | Slovarska gesla (prva — zadnja)     | Strani | Leto | ISBN                             |
| ------ | ----------------------------------- | ------ | ---- | -------------------------------- |
| 1      | А (Август) — Г (Гусь)               | 584    | 1995 | 5-7133-0704-2                    |
| 2      | Д (Давать) — К (Крошки)             | 702    | 1999 | 5-7133-0982-7                    |
| 3      | К (Круг) — П (Перепелка)            | 704    | 2004 | 5-7133-1207-0                    |
| 4      | П (Переправа через воду) — С (Сито) | 656    | 2009 | 5-7133-0703-4, 978-5-7133-1312-8 |
| 5      | С (Сказка) — Я (Ящерица)            | 736    | 2012 | 978-5-7133-1380-7                |